# Alessandro Pavolini

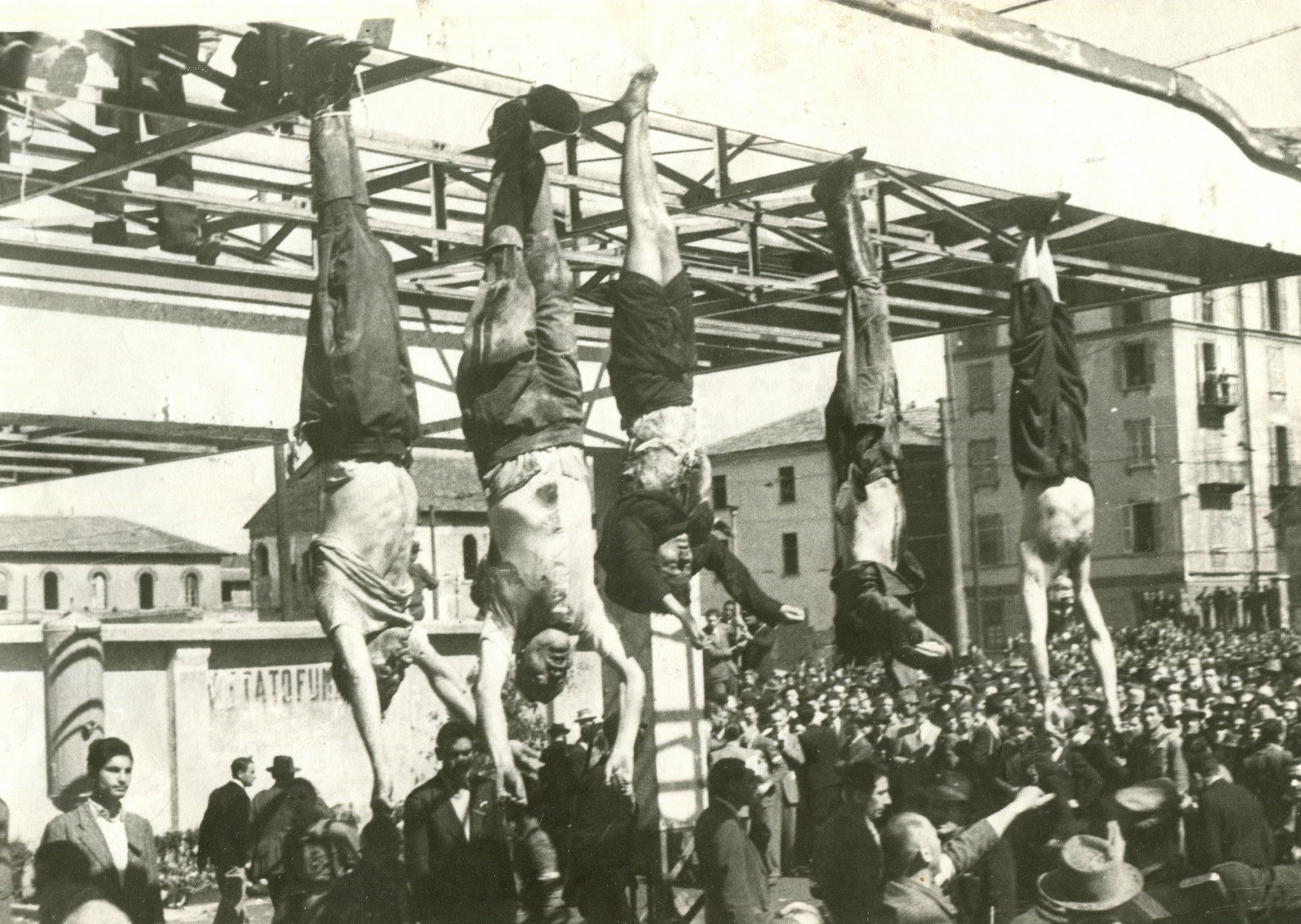
Alessandro Pavolini, Benito Mussolini och andra avrättade fascisters kroppar upphängda efter avrättning, Milano 29 april 1945, på Piazzale Loreto. Kropparna från vänster till höger: Nicola Bombacci, Benito Mussolini, Clara Petacci, Alessandro Pavolini, Achille Starace.

Alessandro Pavolini, född 27 september 1903 i Florens, död 28 april 1945 i Dongo, var en italiensk fascist, kulturminister och journalist. Han är känd för att ha varit en intellektuell och skicklig fascistisk politiker som försökte göra den fascistiska rörelsen mer kulturell och aristokratisk. Han blev under andra världskriget också ökänd och fruktad av motståndare till fascismen på grund av sin fanatiska hållning till ideologin.

## Biografi
Alessandro Pavolini föddes i Florens som son till Paolo Emilio Pavolini, en framstående forskare inom sanskrit och indoeuropeiska språk. Som elev i skolan var Alessandro Pavolini mycket begåvad och avlade juristexamen vid universitetet i Florens och examen i statskunskap vid universitetet La Sapienza i Rom.
Han gick tidigt med i Mussolinis kampgrupper i hemstaden och steg snabbt i graderna i fascistpartiet (PNF) efter att ha utfört flera aktioner tillsammans med de omtalade svartskjortorna; han ledde även en egen patrull under marschen mot Rom 1922.
Så småningom blev Pavolini förflyttad till avdelningen som hade hand om partiets kulturella frågor och han började att skriva artiklar och insändare i många av fascistpartiets viktiga tidningar. Pavolini organiserade även aktiviteter för Mussolinis ungdomsgrupper i Opera Nazionale Balilla. Mellan 1929 och 1934 var Pavolini lokal ledare för Fascistpartiet PNF:s avdelning i Florens.

## Andra världskriget
Under andra världskriget hade Alessandro Pavolini nått titeln löjtnant och inspekterade bland annat Galeazzo Cianos skvadron. Han skrev regelbundet profascistiska artiklar och uppsatser om italiensk historia och kultur; det var även då han fick posten som Italiens officiella propagandaminister och höll bland annat flera tal till det italienska folket.
När Mussolini röstades bort av det fascistiska rådet och arresterades 1943, och när de allierade invaderade Sicilien, ledde det till att Hitler organiserade en aktion där tyskarna fritog Mussolini och satte upp en ny fascistisk marionettstat i Saló; kallad den sociala republiken, RSI, eller Salòrepubliken. I och med detta fick Pavolini mycket stor makt och blev en av de viktigaste styrande ledarna över Saló-republiken. Historiker har kunnat konstatera att Pavolini nu hade mer makt i marionettstaten än Mussolini själv och att det egentligen var Pavolini som styrde med järnhand då Mussolini blev mer som en symbolisk ledare. Pavolini tog nu del av viktiga beslut, exempelvis fastställandet av avrättningarna av dem som i den förra staten hade röstat bort Mussolini: Galeazzo Ciano, Emilio De Bono, Luciano Gottardi, Giovanni Marinelli och Carlo Pareschi. Alessandro Pavolini låg även bakom skapandet av de paramilitära Svarta Brigaderna (Brigate Nere).
Mot krigsslutet år 1945 infångades Pavolini efter att ha simmat över en stor sjö och hamnat i duell mot de anfallande partisanerna. Efter att ha skjutit slut på ammunition övermannades Pavolini. Han avrättades sedan av partisanerna och liket fördes till Piazzale Loreto i Milano där man samlade in de avrättade fascistledarna och hängde upp flera av dem i taket på en bensinstation för allmän beskådan.